# Sistema de classificação etária para cinema em Hong Kong

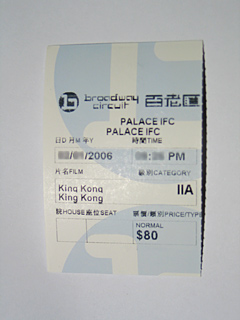
Um bilhete de cinema em Hong Kong indicando a classificação do filme (CAT IIA).

O sistema de classificação etária de Hong Kong (Chinês tradicional: 
香港電影分級制度; Chinês simplificado: 
香港电影分级制度) é um sistema de classificação etário, determinado por agências oficiais do governo para categorizar os filmes a serem exibidos nas salas de cinema em Hong Kong.

## História
No início da indústria cinematográfica de Hong Kong, quando havia a exibição de filmes sem restrições de idade, os filmes eram produzidos sob rigorosas diretrizes. Por exemplo, os personagens do filme não poderiam sair impunes de crimes e cenas de sexo não eram permitidas. Em 1986, com o lançamento de Alvo Duplo, dirigido por John Woo, um violento filme de gangster (mais tarde categorizado como IIB), o público em geral começou a preocupar-se com a influência que os filmes tinham sobre as crianças. Como resultado, o sistema de classificação etário de Hong Kong foi criado foi estabelecido sob uma portaria, a Movie Screening Ordinance cap. 392 em 10 de novembro de 1988.   A finalidade da portaria foi a de fornecer aos pais de menores de idade uma oportunidade para prevenir seus filhos de serem expostos a materiais impróprios, bem como para permitir que as pessoas pudessem assistir a filmes com conteúdos voltados para adultos.   
As classificações foram previamente emitidas pela Television and Entertainment Licensing Authority (TELA),
 e inicialmente previstos três níveis de classificações, o que levou a gíria "de três categorias de classificação" (em Chinês: 三級制) para uso popular.
Em 1995, as classificações foram introduzidas, a criação de três níveis principais, e dois sub-classificações para um mesmo nível. 

## Requisitos legais
De acordo com as leis de Hong Kong, todos os filmes que serão exibidos nos cinemas de Hong Kong ou liberado para o público através de qualquer formato de vídeo ou disco devem ser projetados para o Escritório Administrativo de Filmes, Jornais e Artigos - Office for Film, Newspaper and Article Administration. O escritório irá, em seguida, permitir que o filme seja lançado sob seu critério de classificação etária. Trailers de filmes destinados a serem mostrados dentro de salas de cinemas ou nos halls de cinemas também devem ser enviados para a classificação. Apenas filmes exibidos com fins não-comerciais (culturais, educacionais, institucionais, promocionais ou religioso) estão isentos.
Se um filme é classificado na terceira categoria, a CAT III (em Chinês: 三級片), seus materiais promocionais devem também ser examinados pelo Escritório Administrativo de Filmes, Jornais e Artigos.   
O Conselho de Revisão é composto por dez membros e outras nove pessoas que não são funcionários públicos. Os membros atuam como "censores" e analisam os filmes enviados para a classificação. As empresas distribuidoras ou qualquer pessoa que não concordar com os censores pode solicitar ao Conselho uma revisão na decisão. 
Sob a Portaria de Censura de Filmes - a Film Censorship Ordinance - , a Autoridade de Censura de Filmes - Film Censorship Authority-  poderá nomear pessoas para serem censores auxiliares quando necessário, normalmente para um mandato de um ano. Uma vez a cada duas semanas, os membros do "juri" são convidados a assistir filmes, juntamente com os censores e fornecer os seus pontos de vista sobre a classificação dos filmes. O "juri" de consultores atualmente tem cerca de 300 membros, incluindo professores, assistentes sociais, profissionais, donas de casa e estudantes universitários.

## Sistema de classificação[2][3]
| Imagem            | Texto |
| ----------------- | --- |
| Level I           | Cat I: Adequado para todas as idades Nenhum empecilho para assistir. |
| Level II (Legacy) | Cat II: Inadequado para Crianças Necessária a orientação dos pais para assistir filmes desta. Essa categoria é subdividida em e                                                        |
| Level II-A        | Cat II-A: Inadequado para crianças Necessária a orientação dos pais para assistir filmes desta.                                                                                        |
| Level II-B        | Cat II-B: Inadequado para crianças e adolescentes Necessária a orientação dos pais para assistir filmes desta.                                                                         |
| Level III         | Cat III: Proibido para menores de 18 anos. Apenas permitido assistir para adultos, seja comprar, alugar ou assistir em cinemas. Motivos: Devidos conteúdos muito violentos ou sexuais. |